# Premier League de Escocia 2005-06
La temporada 2005-06 fue la 109.ª edición del Campeonato escocés de fútbol y la 8.ª edición como Premier League de Escocia, la división más importante del fútbol escocés. La competencia comenzó el 29 de julio de 2005 y concluyó con la conquista del Celtic Glasgow de su 40.º título de liga.

## Tabla de posiciones
| Pos | Equipo               | PJ | PG | PE | PP | GF | GC | GA  | Pts |
| --- | -------------------- | -- | -- | -- | -- | -- | -- | --- | --- |
| 1.  | Celtic Glasgow       | 38 | 28 | 7  | 3  | 93 | 37 | +56 | 91  |
| 2.  | Heart of Midlothian  | 38 | 22 | 8  | 8  | 71 | 31 | +40 | 74  |
| 3.  | Rangers              | 38 | 21 | 10 | 7  | 67 | 37 | +30 | 73  |
| 4.  | Hibernian            | 38 | 17 | 5  | 16 | 61 | 56 | +5  | 56  |
| 5.  | Kilmarnock           | 38 | 15 | 10 | 13 | 63 | 64 | –1  | 55  |
| 6.  | Aberdeen             | 38 | 13 | 15 | 10 | 46 | 40 | +6  | 54  |
|     |                      |    |    |    |    |    |    |     |     |
| 7.  | Inverness CT         | 38 | 15 | 13 | 10 | 51 | 38 | +13 | 58  |
| 8.  | Motherwell           | 38 | 13 | 10 | 15 | 55 | 61 | –6  | 49  |
| 9.  | Dundee United        | 38 | 7  | 12 | 19 | 41 | 66 | –25 | 33  |
| 10. | Falkirk (A)          | 38 | 8  | 9  | 21 | 35 | 64 | –29 | 33  |
| 11. | Dunfermline Athletic | 38 | 8  | 9  | 21 | 33 | 68 | –35 | 33  |
| 12. | Livingston           | 38 | 4  | 6  | 28 | 25 | 79 | –54 | 18  |

 PJ = Partidos jugados; PG = Partidos ganados; PE = Partidos empatados; PP = Partidos perdidos;
GF = Goles anotados; GC = Goles recibidos; DG = Diferencia de gol; PTS = Puntos
- (A) : Ascendido la temporada anterior.

|  | Campeón y clasificado a Liga de Campeones de la UEFA 2006-07. |
|  | Clasificado a Liga de Campeones de la UEFA 2006-07.           |
|  | Clasificado a Copa de la UEFA 2006-07.                        |
|  | Desciende a Primera División de Escocia.                      |

## Máximos Goleadores
| Jugador           | Club                 | Goles |
| ----------------- | -------------------- | ----- |
| Kris Boyd         | Rangers              | 32    |
| John Hartson      | Celtic               | 18    |
| Craig Dargo       | Inverness CT         | 16    |
| Derek Riordan     | Hibernian            | 16    |
| Rudi Skácel       | Heart of Midlothian  | 16    |
| Maciej Żurawski   | Celtic               | 16    |
| Paul Hartley      | Heart of Midlothian  | 14    |
| Peter Løvenkrands | Rangers              | 14    |
| Shaun Maloney     | Celtic               | 13    |
| Steven Naismith   | Kilmarnock           | 13    |
| Mark Burchill     | Dunfermline Athletic | 12    |
| Richie Foran      | Motherwell           | 11    |

Fuente: SPL official website

## Primera División - First División
La Primera División 2005-06 fue ganada por el Saint Mirren FC que accede a la máxima categoría, Stranraer y Brechin City fueron relegados a la Segunda División.
| Pos | Equipo              | PJ | PG | PE | PP | GF | GC | GA  | Pts |
| --- | ------------------- | -- | -- | -- | -- | -- | -- | --- | --- |
| 1.  | Saint Mirren        | 36 | 23 | 7  | 6  | 52 | 28 | 24  | 76  |
| 2.  | St Johnstone        | 36 | 18 | 12 | 6  | 59 | 34 | 25  | 66  |
| 3.  | Hamilton Academical | 36 | 15 | 14 | 7  | 53 | 39 | 12  | 59  |
| 4.  | Ross County         | 36 | 14 | 14 | 8  | 47 | 40 | 7   | 56  |
| 5.  | Clyde               | 36 | 15 | 10 | 11 | 54 | 42 | 12  | 55  |
| 6.  | Airdrie United      | 36 | 11 | 12 | 13 | 57 | 43 | 14  | 45  |
| 7.  | Dundee FC           | 36 | 9  | 16 | 11 | 43 | 50 | -7  | 43  |
| 8.  | Queen of the South  | 36 | 7  | 12 | 17 | 31 | 54 | -23 | 33  |
| 9.  | Stranraer           | 36 | 5  | 14 | 17 | 33 | 53 | -20 | 29  |
| 10. | Brechin City        | 36 | 2  | 11 | 23 | 28 | 74 | -46 | 17  |